# 後肛下銀漢魚
後肛下銀漢魚（学名：Hypoatherina tsurugae）、鱙仔，为輻鰭魚綱銀漢魚目銀漢魚科下銀漢魚屬下的一个种，分布於西北太平洋日本南部至朝鮮半島海域，為亞熱帶海水魚，體長可達15公分，棲息在沿岸淺水域，成群活動，生活習性不明。